# Juan Balcells
Juan Manel Balcells Fornaguer (ur. 20 czerwca 1975 w Barcelonie) – hiszpański tenisista, reprezentant w Pucharze Davisa.

## Kariera tenisowa
Zawodowym tenisistą był w latach 1996–2003.
Startując w turniejach singlowych wygrał 1 turniej rangi ATP World Tour oraz uczestniczył w 1 finale. W grze podwójnej jest finalistą 2 imprez ATP World Tour.
W latach 1999–2002 reprezentował Hiszpanię w Pucharze Davisa, przyczyniając się do zdobycia przez zespół tytułu w sezonie 2000. Balcells grał w tej edycji od 1 rundy, a w finale wystąpił w zwycięskim meczu deblowym wspólnie z Àlexem Corretją przeciwko Australijczykom Sandonowi Stolle i Markowi Woodforde. Był to punkt nr 2 w finale (końcowy rezultat to 3:1 dla Hiszpanii).
W rankingu gry pojedynczej najwyżej był na 57. miejscu (7 maja 2001), a w klasyfikacji gry podwójnej na 65. pozycji (23 lipca 2001).

### Finały w turniejach ATP World Tour
| Legenda                                      |
| -------------------------------------------- |
| Wielki Szlem                                 |
| Igrzyska olimpijskie                         |
| Tennis Masters Cup / ATP Finals              |
| ATP Masters Series / ATP Tour Masters 1000   |
| ATP International Series Gold / ATP Tour 500 |
| ATP International Series / ATP Tour 250      |

#### Gra pojedyncza (1–1)
| Końcowy wynik | Nr | Data             | Turniej    | Nawierzchnia | Przeciwnik      | Wynik finału     |
| ------------- | -- | ---------------- | ---------- | ------------ | --------------- | ---------------- |
| Zwycięzca     | 1. | 17 września 2000 | Bukareszt  | Ceglana      | Markus Hantschk | 6:4, 3:6, 7:6(1) |
| Finalista     | 1. | 10 marca 2002    | Scottsdale | Twarda       | Andre Agassi    | 2:6, 6:7(2)      |

#### Gra podwójna (0–2)
| Końcowy wynik | Nr | Data            | Turniej | Nawierzchnia | Partner           | Przeciwnicy                   | Wynik finału     |
| ------------- | -- | --------------- | ------- | ------------ | ----------------- | ----------------------------- | ---------------- |
| Finalista     | 1. | 12 marca 2000   | Bogota  | Ceglana      | Mauricio Hadad    | Pablo Albano Lucas Arnold Ker | 6:7(4), 6:1, 2:6 |
| Finalista     | 2. | 7 stycznia 2001 | Doha    | Twarda       | Andriej Olchowski | Mark Knowles Daniel Nestor    | 3:6, 1:6         |